# 전지우
전지우(全志佑, 1996년 10월 4일 ~ )는 대한민국의 혼성 그룹 카드의 Color jokeR, 리드보컬, 서브래퍼, 리드댄서를 맡고 있다. 상징문양은 ♦️이다.

## 학력
- 서울청담초등학교 (졸업)
- 청담중학교 (졸업)
- 청담고등학교 (졸업)

## 경력

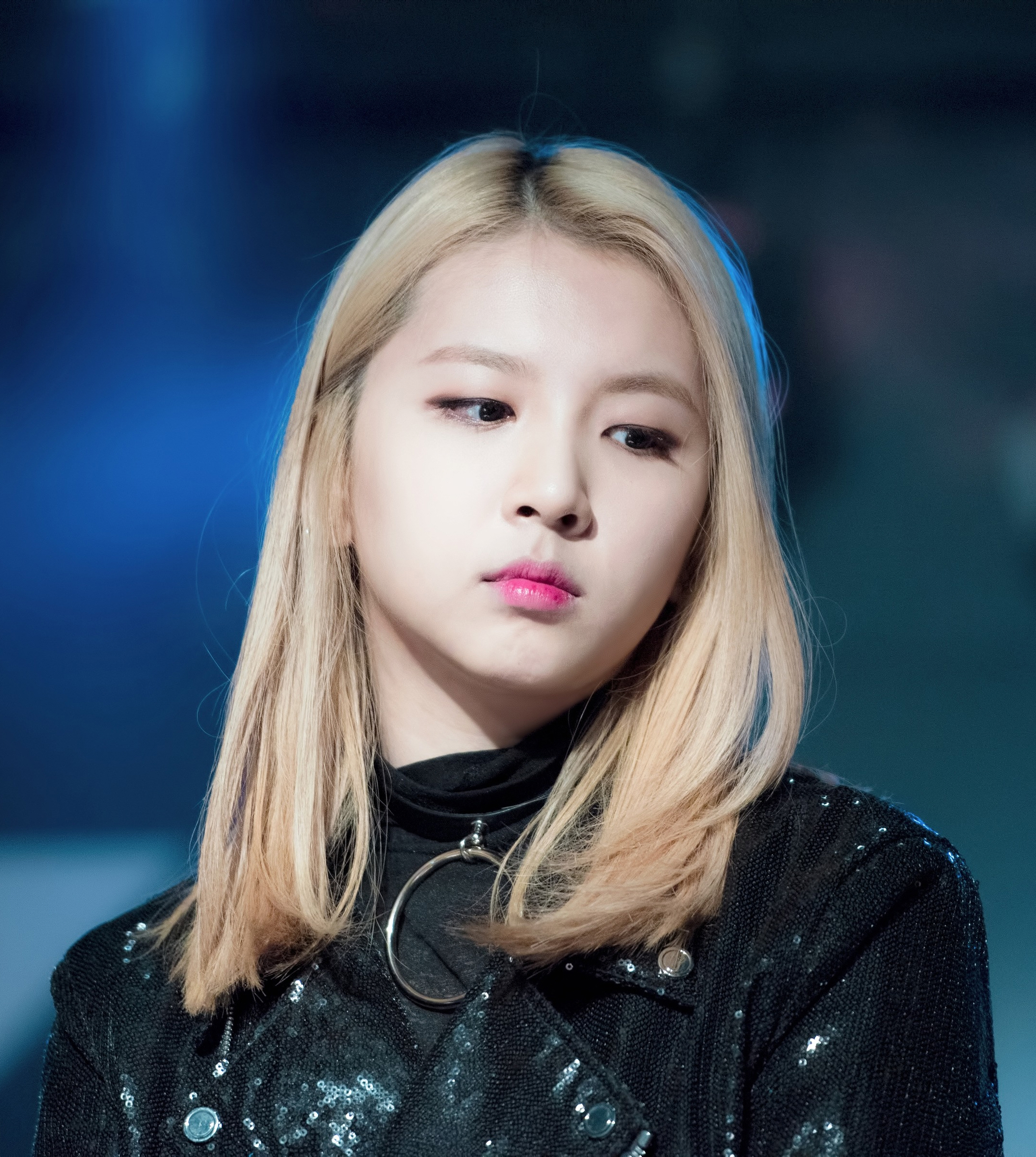
2016년 12월 12일 KARD 데뷔파티에서 전지우.

FNC 엔터테인먼트에서 5년 동안 연습생 생활을 했으며 2016년 DSP 미디어로 옮겼고 같은 해 12월부터 혼성그룹 KARD의 멤버로 활동을 시작했으며, 2017년 7월 첫 번째 미니 앨범 HOLA HOLA로 정식으로 데뷔를 했다.
2018년 4월 12일부터 4일 동안 전소민와 함께 슈퍼주니어의 8집 리패키지 타이틀 곡 'Lo Siento’(로시엔토)의 콜라보레이션 무대를 선보였으며 음원도 발매되었다.

## 인물·에피소드
- FNC 엔터테인먼트 연습생 출신이며 2016년 DSP 미디어로 옮겼다.
- 인터뷰에서 KARD 합류 비하인드를 언급했다. | “ | 클래식을 전공하다 용기를 내서 DSP미디어에 오디션을 봤다, 오디션 본 날 저녁에 다시 녹음실로 오라고 해서 '오나나(Oh NaNa)'를 바로 녹음했다. 가녹음 이긴 하지만 아직도 얼떨떨하다. | ” |
|   | — 뉴스엔 2017년 4월 17일 |   |

## 음반 활동

### 작사·작곡
- Living Good (작사·작곡 2017년 7월 HOLA HOLA)

## 음반 외 활동
| 방송사 | 제목                             | 역할 | 기간                             | 비고 |
| ------ | -------------------------------- | ---- | -------------------------------- | ---- |
| Mnet   | GOOD GIRL : 누가 방송국을 털었나 |      | 2020년 5월 14일 ~ 2020년 7월 2일 |      |